# Izmira Brautović
Izmira "Mima" Brautović (Dubrovnik, 8. rujna 1960.) hrvatska kazališna i filmska glumica.

## Filmografija

### Filmske uloge
- "Dubrovački škerac" (2001.)

### Televizijske uloge
- "Špica, riva, korzo" kao gošća priloga (2019.)

## Vanjske poveznice
- Izmira Brautović u internetskoj bazi filmova IMDb-u (engl.)
- Stranica na Kazalište-Dubrovnik.hr  Arhivirana inačica izvorne stranice od 30. prosinca 2010. (Wayback Machine)